# Mixquiapan, Puebla
Mixquiapan är en ort i Mexiko.   Den ligger i kommunen Tecomatlán och delstaten Puebla, i den sydöstra delen av landet, 170 km sydost om huvudstaden Mexico City. Mixquiapan ligger 946 meter över havet och antalet invånare är 190.
Terrängen runt Mixquiapan är huvudsakligen lite kuperad. Mixquiapan ligger nere i en dal. Runt Mixquiapan är det ganska glesbefolkat, med 29 invånare per kvadratkilometer. Närmaste större samhälle är Ahuehuetitla, 14,9 km nordost om Mixquiapan. I omgivningarna runt Mixquiapan växer huvudsakligen savannskog.